# Motorola ROKR Z6

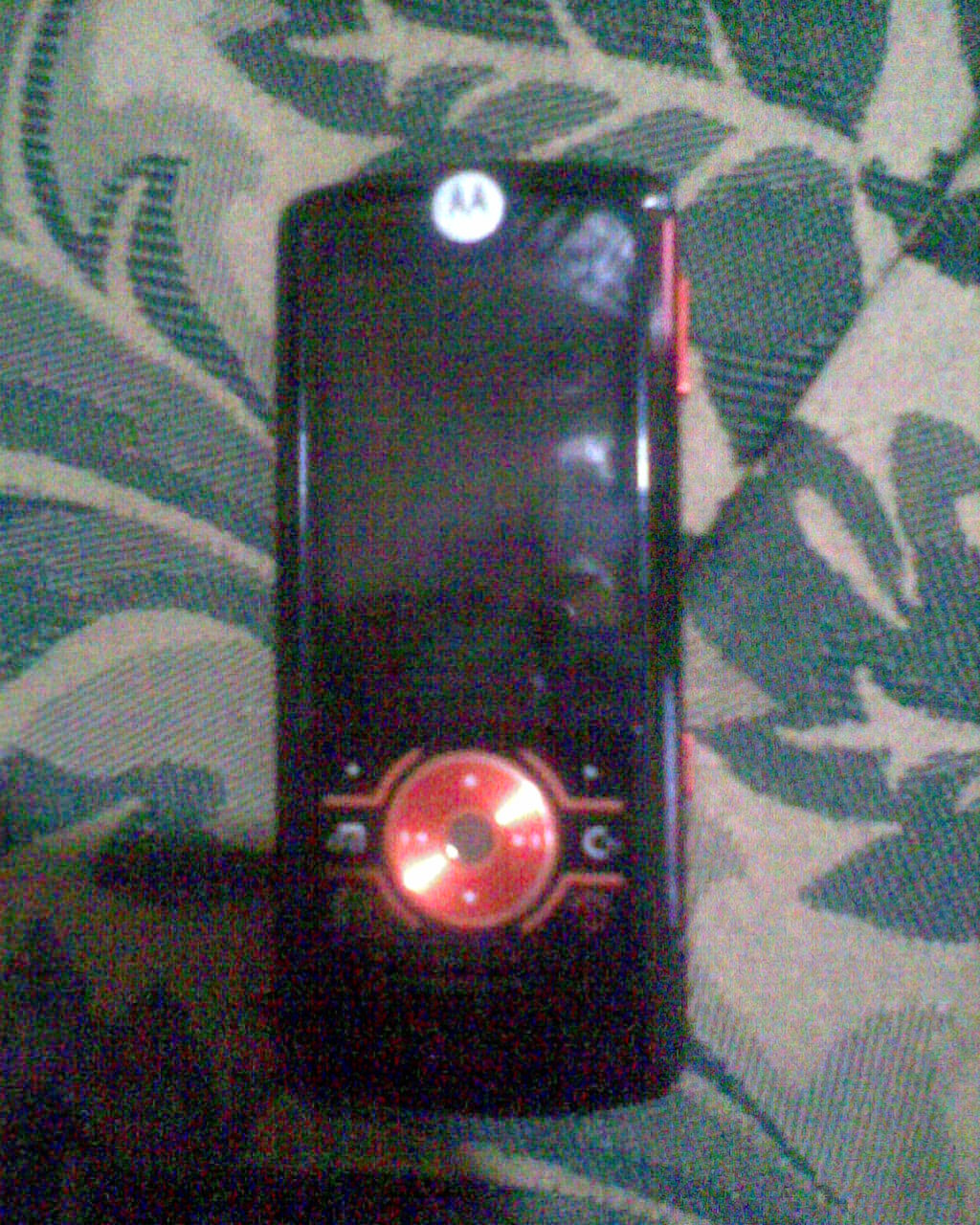
Motorola ROKR Z6 — мобильный телефон

Motorola ROKR Z6 — мобильный телефон, выпущенный компанией Motorola в 2007 году. Аппарат является первым в России массовым мобильником на Linux, продолжая в стилевом решении MOTORIZR Z3. Это существенно обновлённый продукт с мощной софт-начинкой ROKR E2.

## Техническая спецификация
- Тип корпуса: слайдер
- Операционная система: Linux
- Дисплей: QVGA 262 тыс. цветов, 320x240, TFT
- Стандарты связи: GSM 900/1800/1900
- Интерфейсы связи: miniUSB, Bluetooth 2.0
- Вес: 115 г.
- Размеры: 105x45x16 мм
- Объём встроенной памяти: 64МБ
- Поддержка карт памяти: microSD (TransFlash) объёмом до 2ГБ(Включительно)
- Тип аккумулятора: Li-Ion, 780 мАч
- Время работы в режиме разговора, ч: 5
- Время работы в режиме ожидания, ч: 400

## Мультимедийные возможности
- Фотокамера: 2 Mpix, 1600×1200, цифровой zoom 8×, светодиодная вспышка
- Запись видеороликов в формате 3gp до 2 часов при наличии свободной памяти
- Воспроизведение аудио: MP3, WMA, AAC
- Доступ в интернет: WAP, GPRS, EDGE, POP/SMTP-клиент
- Мультимедийные сообщения (MMS)
- Диктофон
- Java-приложения
- Органайзер: будильник, калькулятор, конвертер валюты(находится в функциях калькулятора), планировщик задач
- Голосовой набор

## Похожие модели
- Motorola RIZR Z3
- Motorola ROKR Z6m
- Motorola MOTO Z6w
- Motorola ROKR E2